# Arros (Pyrénées-Atlantiques)
Pour les articles homonymes, voir Arros.
Arros est une ancienne commune française du département des Pyrénées-Atlantiques. Le 20 juin 1842, la commune fusionne avec Larceveau et Cibits pour former la nouvelle commune de Larceveau-Arros-Cibits.

## Géographie
Le village fait partie du pays d'Ostabarret, dans la province basque de Basse-Navarre.

## Histoire
Arros ou Arrotz apparaît sous les noms de Arrosium (1100), Sanctus Sebastianus de Mured (1160), Mureth (1350), Arros (1350), Muret (1365,1413).
Son nom en basque est Arroze.

## Politique et administration
| Période                                  | Période | Identité            | Étiquette | Qualité |
| ---------------------------------------- | ------- | ------------------- | --------- | ------- |
| 1793                                     | 1794    | Guillaume Monho     |           |         |
| 1794                                     | 1816    | Jean Etcheberry     |           |         |
| 1816                                     | 1832    | Jean-Pierre Lespade |           |         |
| 1832                                     | 1842    | Sébastien Vigneau   |           |         |
| Les données manquantes sont à compléter. |         |                     |           |         |

## Démographie
Le recensement à caractère fiscal de 1412-1413, réalisé sur ordre de Charles III de Navarre, comparé à celui de 1551 des hommes et des armes qui sont dans le présent royaume de Navarre d'en deçà les ports, révèle une démographie en forte croissance. Le premier indique à Arros la présence de 5 feux, le second de 14 feux.
| 1793 | 1800 | 1806 | 1821 | 1831 | 1836 |
| ---- | ---- | ---- | ---- | ---- | ---- |
| 96   | 79   | 94   | 109  | 122  | 113  |

## Culture locale et patrimoine
Arros est située sur la Via Podiensis, l'un des chemins du pèlerinage de Saint-Jacques-de-Compostelle, qui part du Puy-en-Velay, se prolonge jusqu'au col de Roncevaux et, de là, jusqu'à Saint-Jacques-de-Compostelle.
Au sens large, Arros qui appartient à la Basse-Navarre, anciennement incluse dans le Royaume de Navarre, fait partie du Camino navarro.